# Мельбурнская парекула
Мельбурнская парекула (лат. Parequula melbournensis) — вид лучепёрых рыб семейства мохарровых (Gerreidae). Максимальная длина тела 22 см. Распространены в прибрежных водах южной Австралии.

## Описание
Тело овальной формы, высокое, сжато с боков, покрыто циклоидной легко опадающей чешуёй. Профиль головы над глазами заметно вогнутый. Рыло короткое, заострённое. Рот маленький, челюсти выдвижные. Спинной и анальный плавники с длинными основаниями. В спинном плавнике 9 колючих и 16—17 мягких лучей. Длина лучей несколько возрастает от начала к окончанию плавника. В анальном плавнике 3 колючих и 16—18 мягких лучей. В грудных плавниках 14—15 мягких лучей. В брюшных плавниках один колючий и 5 мягких лучей. В боковой линии 37—40 прободённых чешуй. Хвостовой плавник с небольшой выемкой. Максимальная длина тела 22 см.

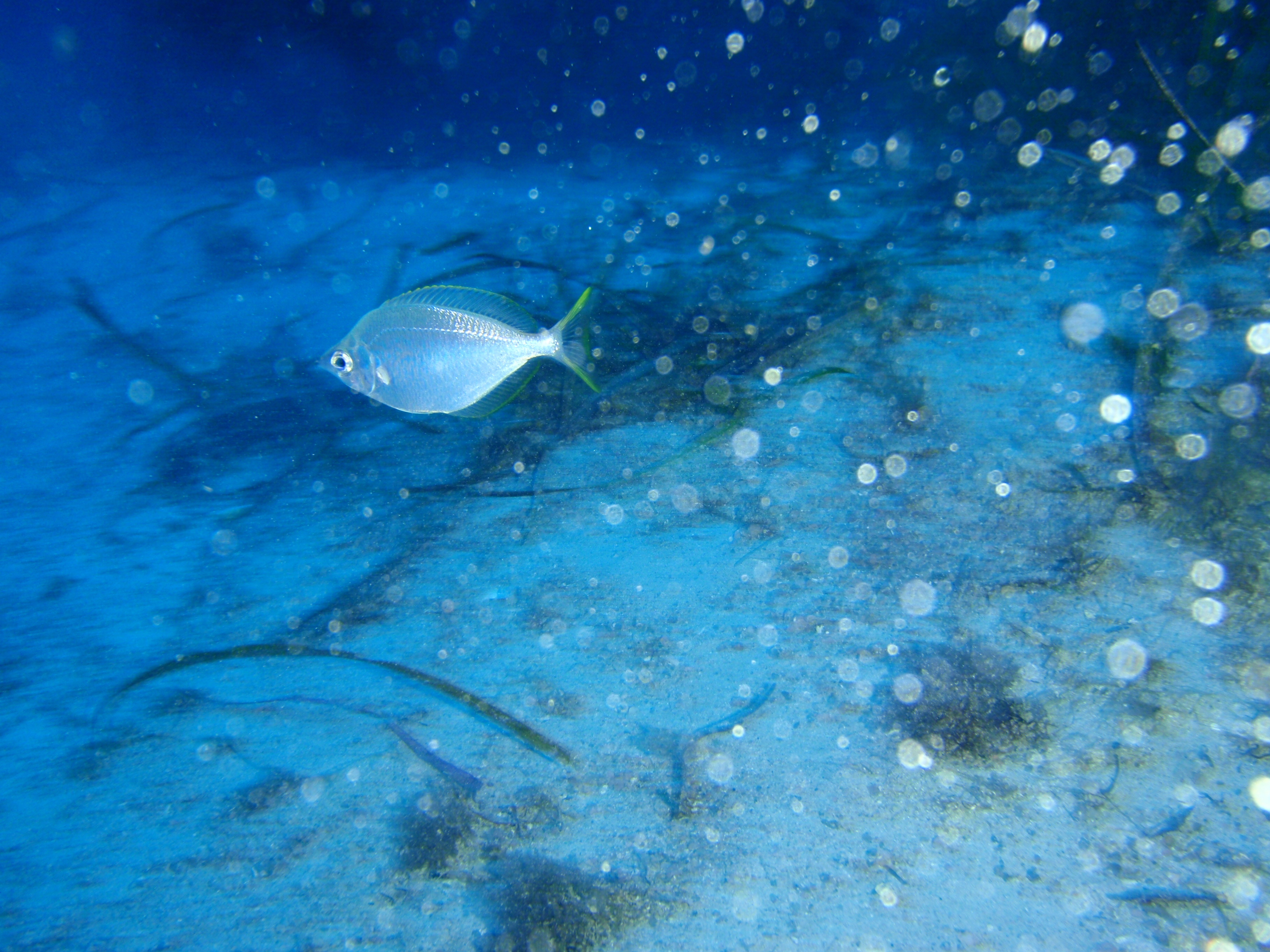

Общая окраска тела и головы от беловатой до серебристо-жёлтой. Верхняя часть тела несколько темнее и с голубоватым оттенком. Плавники полупрозрачные, спинной плавник с голубоватыи оттенком. Края спинного и анального плавников жёлтые. Вдоль каждой мембраны между лучами спинного плавника проходит тонкая жёлтая вертикальная полоска. Окончания верхней и нижней лопасти хвостового плавника жёлтые.

## Ареал и места обитания
Распространены у южного побережья Австралии от острова Роттнест (Западная Австралия) до Виктории и юга Нового Южного Уэльса, включая Тасманию.
Морские придонные рыбы. Обитают в прибрежном мелководье над песчаными и илистыми грунтами среди водной растительности на глубине от 3-х до 100 м. Питаются беспозвоночными, такими как полихеты, моллюски, ракообразные и иглокожие.